# Mezítláb a parkban (színmű)
A Mezítláb a parkban Neil Simon romantikus vígjátéka. A darabot 1963-ban mutatták be a Broadway-n, Robert Redford és Elizabeth Ashley főszereplésével. 1967-ben egy azonos című film is készült belőle, amelyben Redford és Jane Fonda szerepelt.
A darabot 1963. október 23-án nyitották meg a Broadway-n a Biltmore Theatre-ben, és 1530 előadás után 1967. június 25-én zárták le. Ez volt Neil Simon leghosszabb ideig futó slágere, és a tizedik leghosszabb ideig futó nem zenés darab a Broadway történetében. 
A szereplők között volt Elizabeth Ashley (Corie), Robert Redford (Paul), Mildred Natwick (Mrs. Banks) és Kurt Kasznar (Victor Velasco); a rendező Mike Nichols volt. A festői tervezést Oliver Smith készítette, a jelmezeket Donald Brooks, a világítást pedig Jean Rosenthal készítette. A darabot 1964-ben négy Tony-díjra jelölték, Nichols pedig elnyerte a legjobb darab rendezés díját.